# Adolphe Garnier
Pour les articles homonymes, voir Garnier.
Adolphe Garnier, né à Paris le 27 mars 1801 et mort le 4 mai 1864 à Jouy-en-Josas, est un philosophe universitaire français, principal disciple et continuateur de Théodore Simon Jouffroy.

## Biographie
Il fait ses études au collège Bourbon, où il a Jouffroy pour professeur et où il remporte le premier prix de philosophie au concours général. Il se fait ensuite recevoir avocat, tout en collaborant à plusieurs recueils littéraires et philosophiques. En 1827, il publie un opuscule sur la peine de mort qui attire sur lui l'attention et le ramène à la philosophie. Reçu au concours de l'agrégation de philosophie en 1827, il enseigne à Versailles, puis dans les collèges parisiens de Saint Louis (dès 1833), Louis-le-Grand (de 1835 à 1838) et à Henri-IV (1840-1841) ainsi qu'à l'École normale supérieure (1834-1835). 
Le 25 mai 1840, Adolphe Garnier soutient ses deux thèses de doctorat ès lettres à la Faculté de Paris. La première, en français, consiste en une critique de la philosophie de Thomas Reid. La deuxième, en latin, est une réflexion sur la poésie. 
Il est professeur adjoint de philosophie à la Faculté des lettres de Paris en 1842 puis il succède à Jouffroy à la chaire de philosophie dogmatique en 1845 dans cette université. Il est élu membre de l'Académie des sciences morales et politiques en 1860.
Son ouvrage sur la Morale sociale fut récompensé par un prix Montyon en 1850. Son Traité des facultés de l'âme, considéré comme son ouvrage le plus important, lui valut de recevoir son deuxième prix Montyon en 1853 et fut salué par la Revue des Deux Mondes comme « le meilleur monument de la science psychologique de notre temps ». Il a également été rédacteur au Globe.
Il est inhumé au cimetière Montmartre, 21e division, avec son épouse Philippine-Françoise Deby, née le 28 janvier 1812 à Brescia (Italie) et son fils Emmanuel Garnier, (1837-1859), avocat, décédé à Cannes le 10 mars 1859.

## Ouvrages
- De la Peine de mort, 1827 Texte en ligne
- Précis d'un cours de psychologie, 1831
- Œuvres philosophiques de Descartes, publiées d'après les textes originaux, avec notices, sommaires et éclaircissements, par Adolphe Garnier, 4 vol., 1835
- La Psychologie et la Phrénologie comparées, 1839 Texte en ligne
- Critique de la philosophie de Thomas Reid, thèse de doctorat, 1840 Texte en ligne
- Quid poesis ?, thèse de doctorat, 1840
- De la Perception de l'infini et de la foi naturelle, 1846
- Morale sociale, ou Devoirs de l'État et des citoyens en ce qui concerne la propriété, la famille, l'éducation, la liberté, l'égalité, l'organisation du pouvoir, la sûreté intérieure et extérieure, 1850 Texte en ligne
- Traité des facultés de l'âme, comprenant l'histoire des principales théories psychologiques, 3 vol., 1852 Texte en ligne 1 2 3
- Histoire de la morale, 2 vol., 1855-1857
- De la Morale dans l'antiquité, Éd. Germer Baillière, coll. «Bibliothèque de philosophie contemporaine», 1865 Texte en ligne

## Source biographique
- Gustave Vapereau, Dictionnaire universel des contemporains, Hachette, 1858, p. 720